# Capnodium coffeae
Capnodium coffeae är en svampart som beskrevs av Pat. 1893. Capnodium coffeae ingår i släktet Capnodium och familjen Capnodiaceae.   Inga underarter finns listade i Catalogue of Life.